# Raymond Avrillier
Raymond Avrillier (né le 25 octobre 1947) est un ingénieur et militant écologiste français, principalement connu pour avoir provoqué la mise en examen en 1994 et la condamnation en 1996 d'Alain Carignon, alors maire RPR de Grenoble et ministre de la Communication du gouvernement Balladur, et pour avoir ensuite révélé l'affaire des sondages de l'Élysée sous la présidence de Nicolas Sarkozy.

## Biographie
Ingénieur d'étude à l'Université Pierre-Mendès-France de Grenoble à la suite d'une formation en mathématique appliquée, dès la fin des années 1960, Raymond Avrillier participe à la dénonciation de production de défoliants destinés à l'armée américaine en Isère ou l'installation d'un réacteur nucléaire près de Grenoble, puis contre le projet Superphénix. En mars 1970, il est condamné à quatre mois de prison ferme pour violences et outrages à agents, rébellion et bris de clôture lors d'une manifestation. Il participe ensuite à la médiatisation de plusieurs affaires de corruption. Considéré comme un obsessionnel du recours en justice par les uns ou comme « le premier des lanceurs d'alertes » par d'autres, il a été élu local écologiste et est membre d'Anticor.

### Le Système Carignon
Raymond Avrillier contribue au début des années 1990 à la dénonciation des affaires Carignon, relative à la corruption du maire de Grenoble. Il dénonce notamment le transfert de la gestion de l'eau et de l'assainissement de la ville à l'entreprise Lyonnaise des eaux, révélant qu'elle avait financé les journaux News et Dauphiné News créés pour la durée de la campagne électorale et soutenant le maire Carignon. L'affaire est jugée en 1994 et Alain Carignon démissionne en juillet 1994 puis est condamné à 5 ans de prison (dont 1 an avec sursis), 5 ans d'inéligibilité, et 400 000 francs d'amende pour corruption, abus de biens sociaux, et subornation de témoins.
Le Système Carignon est un ouvrage de Raymond Avrillier et Philippe Descamps publié en mai 1995. Raymond Avrillier, alors chercheur à l'université Pierre-Mendès-France de Grenoble et conseiller municipal d'opposition de Grenoble depuis mars 1989 (groupe écologiste), a joué un rôle majeur dans le dévoilement public des mécanismes du système Carignon.
Reposant sur une enquête approfondie, le livre révèle le mécanisme qui s'est construit autour d'un homme qui incarne une « nouvelle génération de politique forgé par le marketing et qui a remplacé la confrontation d'idées par une stratégie de communication tous azimuts. »
Le 14 octobre 2018 et dans un contexte où Alain Carignon prépare une candidature aux prochaines élections municipales de Grenoble, Raymond Avrillier annonce la mise en ligne, en accès libre, de son ouvrage.

### L'affaire des sondages de l'Élysée
Emmanuelle Mignon, chef de cabinet du président de la République Nicolas Sarkozy en 2008, passa commande de sondages auprès de deux entreprises dirigées par deux proches collaborateurs de la présidence, Patrick Buisson et Pierre Giacometti. Cette commande n'ayant pas fait l'objet d'appel d'offre mais étant régie par une convention, et la Cour des Comptes ayant jugé leur montant «exorbitant», l'association Anticor déposa une plainte. Après son classement sans suite par le parquet, Anticor se constitua partie civile, amenant la saisine du juge Serge Tournaire. Ce dernier s'opposa alors au procureur de la République de Paris (Jean-Claude Marin, réputé proche de Nicolas Sarkozy, sur le fait que l'article 67 de la Constitution, instituant notamment l'irresponsabilité pénale du président de la République durant son mandat, soit applicable aux membres de son cabinet. La Chambre de l'instruction trancha dans le sens du procureur de Paris, fermant la possibilité d'une instruction par le juge Tournaire au motif que les sondages concernaient des « besoins de [l']action politique » du président de la République et que l'enquête impliquerait alors directement ce dernier, violant son irresponsabilité.
L'action de Raymond Avrillier participa alors à renverser radicalement le cours des choses. En vertu de la loi du 17 juillet 1978, il saisit la commission d'accès aux documents administratifs (CADA) afin d'avoir accès aux sondages commandés. La CADA lui donna son accord puis, après refus de l'Élysée, le tribunal administratif obligea les services de la présidence à s’exécuter en février 2012. La révélation du contenu desdits sondages fit alors scandale, puisque certains portaient sur des dirigeants du PS et sur l'image de l'épouse du président de la République, ayant peu de rapport avec la conduite de l'État.
L'association Anticor s'étant pourvue en Cassation, cette dernière renversa le jugement de la cour d'appel et estima que le juge Tournaire pouvait finalement poursuivre son enquête.

### L'affaire des concessions autoroutières
Pendant plus d'un an, Raymond Avrillier se voit refuser par le ministre de l'Économie Emmanuel Macron l'accès aux termes et conditions des nouveaux contrats de concessions autoroutières signés le 9 avril 2015. Le 13 juillet 2016, le tribunal administratif de Paris donne tort à l'État, et le force à communiquer dans un délai de trois mois l'intégralité des documents annexés aux avenants conclus en 2013 et 2014 à la suite des accords sur les concessions d'autoroutes privatisées en 2006. Le ministère de l’Économie fait appel et porte l’affaire devant le Conseil d'État. 
Ce dernier considère ne pas pouvoir prendre une décision dans avoir accès aux contrats et ordonne le 3 octobre 2018 au ministère « de [lui] communiquer l’accord conclu le 9 avril 2015 entre l’État et les sociétés d’autoroutes »,. Ils lui sont transmis le 17 octobre 2018. 
Le 21 mars 2019, le Conseil d'État confirme la décision du tribunal administratif, rendant les documents consultables par Raymond Avrillier. Entre-temps, l'accord a fuité dans la presse et a été révélé par Mediapart en janvier 2019.
À la suite de l'analyse de ces documents, Raymond Avrillier dépose un signalement auprès du parquet financier en avril 2023 qui aboutit à une enquête début 2024 pour usage de faux visant notamment Bruno Le Maire et Claire Landais.

### Dénonciations diverses
« Usant de tous les recours possibles » et s'inscrivant souvent dans une stratégie de harcèlement juridique, il est à l'origine de nombreuses dénonciations aux procureurs, visant essentiellement des hommes politiques de droite.
Par courrier au procureur en 2012, il dénonce des « détournement de fonds publics » et une « prise illégale d'intérêts » liés à l'organisation par Nicolas Sarkozy d'un meeting à Toulon, en décembre 2011, estimant qu'elle relèverait de la campagne présidentielle plutôt que de son action de Président. Le parquet national financier classe l'affaire sans suite en 2015.
Par courrier au procureur, il accuse le président de région Auvergne-Rhône-Alpes Laurent Wauquiez de « faux en écriture publique » à la suite de la modification de la retranscription d'une délibération de 2017 du conseil régional sur la restauration bio et locale dans les lycées de la région. L'affaire est classée sans suite en 2020 par le procureur de la République de Lyon, considérant que la délibération donnait des orientations générales n'ayant pas de portée juridique, ce qui ne permettait pas de caractériser l'infraction,.

## Responsabilités politiques
En 1994, Raymond Avrillier contribue à fonder l'ADES (Association Démocratie Écologie Solidarité), partie prenante dans la coalition de gauche pour reprendre la ville à Alain Carignon aux municipales de 1995. C'est sous cette bannière qu'il siège au conseil municipal à partir de 1995.
- Conseiller municipal d'opposition à Grenoble de 1989 à 1995
- 2e adjoint de la ville de Grenoble, chargé du logement de 1995 à 2001, président de la conférence communale du logement
- Conseiller municipal de la majorité à Grenoble de 2001 à 2008
- 3e vice-président de la communauté d’agglomération grenobloise, chargé de l’assainissement et des eaux pluviales de 1995 à 2008
- Conseiller régional de la région Rhône-Alpes de 1994 à 1998
- Maire adjoint honoraire à partir de 2008

## Annexe